# Motomiya
Motomiya (本宮市, Motomiya-shi) est une municipalité ayant le statut de ville dans la préfecture de Fukushima, au Japon.

## Géographie

### Situation
Motomiya est située dans le centre de la préfecture de Fukushima.

### Démographie
En février 2022, la population de la ville de Motomiya était de 30 109 habitants répartis sur une superficie de 88,02 km2.

### Hydrographie
Motomiya est traversée par le fleuve Abukuma.

## Histoire
Le bourg moderne de Motomiya a été créé le 1er avril 1889. Il obtient le statut de ville le 1er janvier 2007.

## Transports
Motomiya est desservie par la ligne principale Tōhoku de la JR East.